# Discophora seminecho
Discophora seminecho är en fjärilsart som beskrevs av Hans Ferdinand Emil Julius Stichel 1902. Discophora seminecho ingår i släktet Discophora och familjen praktfjärilar. Inga underarter finns listade i Catalogue of Life.